# Stabenthein
Stabenthein je naselje občine Lesna dolina v okraju Šmohor na Koroškem v Avstriji.